# Panthera pardus

Leopardo negro, ejemplar melánico (pantera negra).

El leopardo (Panthera pardus) es un mamífero de la familia de los félidos. Al igual que tres de los demás félidos del género Panthera, el león, el tigre y el jaguar, se caracteriza por una modificación en el hueso hioides que le permite rugir. También se le conoce como pantera parda y, cuando presenta un pelaje completamente oscuro (melánico), como pantera negra.
En comparación con otros felinos salvajes, el leopardo tiene unas patas relativamente cortas y un cuerpo alargado con un cráneo grande aunque mas pequeño que el del jaguar. Su pelaje está marcado con rosetas. Su aspecto es similar al del jaguar (Panthera onca), pero es más pequeño y ligero, y sus rosetas suelen ser más pequeñas, más densas y sin manchas centrales. Tanto los leopardos como los jaguares que son  melánicos se conocen como pantera negra.  El leopardo se distingue por su pelaje bien camuflado, su comportamiento de caza oportunista, su amplia dieta, su fuerza y su capacidad para adaptarse a una gran variedad de hábitats que van desde la selva tropical a la estepa, pasando por zonas áridas y montañosas. Puede correr a velocidades de hasta 58 km/h. Los primeros fósiles de leopardo conocidos excavados en Europa tienen una antigüedad estimada de 600 000 años y datan de finales del Pleistoceno temprano. También se han encontrado fósiles de leopardo en Sumatra, Taiwán y Japón.

## Etimología
En la Antigüedad el leopardo era considerado un híbrido de león y pantera, como queda reflejado en su nombre, el cual se compone de las palabras griegas de λέων leōn (león) y πάρδος pardos (pantera macho). Está, además, relacionado con el sánscrito पृदाकु pṛdāku (serpiente, tigre, pantera).

## Hábitat
El leopardo es uno de los grandes félidos más adaptables. Habita en todo tipo de hábitats, siempre que tenga un lugar donde esconderse y existan suficientes presas para sobrevivir; se encuentra presente en bosques y selvas, en las sabanas, en los sembrados y en lugares rocosos, e incluso en desiertos. En algunos hábitats, el leopardo desarrolla formas de evadir a otros depredadores mayores o más numerosos, como es el caso del león y las hienas en África, y el tigre en Asia. Realmente el único factor que limita al leopardo son los humanos.
El leopardo, al ser el gran felino más adaptable, es también el gran felino con más distribución en el mundo. Habita en África, Medio Oriente y algunas partes de Asia como Sri Lanka y la India.

## Características
El leopardo tiene una silueta bastante maciza, con la cabeza redonda y la cola larga y fina. Sus patas son potentes, con cuatro dedos en las posteriores y cinco en las anteriores, siendo todas sus garras retráctiles. Alcanzan de 91 cm a 1,91 m de longitud, más la cola que mide de 58 a 110 cm y una altura en la cruz de 45 a 78 cm. Los machos adultos llegan a pesar entre 37 y 90 kg, y las hembras de 28 a 60 kg.
El pelaje del leopardo es generalmente suave y grueso, notablemente más suave en el vientre que en la espalda. El color de su piel varía según los individuos de amarillento pálido a dorado oscuro con manchas oscuras agrupadas en rosettes. Su vientre es blanquecino y su cola anillada es más corta que su cuerpo. Sus pupilas son redondas. Los leopardos que viven en regiones áridas son de color crema pálido, amarillento a ocráceo y rufo; los que viven en bosques y montañas son mucho más oscuros y de un dorado intenso. Las manchas se difuminan hacia el vientre blanco y las partes interiores e inferiores de las patas. Las rosetas son circulares en las poblaciones de leopardos de África oriental, y tienden a ser cuadradas en las poblaciones de África meridional y más grandes en las poblaciones de leopardos asiáticos. El pelaje tiende a ser grisáceo en climas más fríos, y dorado oscuro en hábitats de selva tropical. El patrón de las rosetas es único en cada individuo. Se cree que este patrón es una adaptación a la vegetación densa con sombras irregulares, donde sirve de camuflaje.
Su fórmula dental es la siguiente: 3/3, 1/1, 3/2, 1/1 = 30.
En la cultura popular no es raro que se le equipare al guepardo, con el cual comparte un rasgo: pelaje amarillento con motas oscuras. Sin embargo, tanto la morfología como la biología de ambas especies difieren enormemente, y taxonómicamente pertenecen a géneros distintos. Menos fácil resulta diferenciarlo del jaguar, pero la distribución geográfica de esta especie hace que no haya confusión entre ambas.

### Panteras negras
Se denomina así a los leopardos o jaguares melánicos. El color negro es producido por una gran cantidad de melanóforos (células pertenecientes a una de las capas de la piel) distribuidos por toda la superficie corporal.

## Biología
Los leopardos cazan preferentemente por la noche y acostumbran a pasar el día durmiendo entre la vegetación, en cuevas de otros animales o a menudo, sobre la rama de un árbol al que trepan con agilidad. Eso no quita que estén activos durante el día y por lo general suelen evitar en lo posible la presencia del ser humano debido al temor que les infunde.
Para el leopardo, el árbol es a la vez donde descansa, desde donde observa y caza a su presa, y donde almacena su comida. Desde lo alto del árbol puede tender una emboscada a su presa y también dejar la comida fuera del alcance de algunos carroñeros u otros depredadores.

## Reproducción
Son animales solitarios excepto en época de reproducción. El período de gestación dura alrededor de tres meses (noventa a ciento cinco días) y la hembra puede tener de uno a seis cachorros por camada, aunque lo más común es de dos a cuatro. La madre suele transportar a las crías sujetándolas con los dientes por el cuello. Estos cachorros son dependientes hasta alrededor del año de edad; sin embargo, se quedan con su madre un año más. Llegan a vivir casi veinte años.

## Hábitos
El leopardo está activo las veinticuatro horas del día; esto es, puede estar activo en cualquier momento, sea de día, de noche, al oscurecer o amanecer. En estudios donde se han utilizado collares con radio, los ejemplares estudiados se han mantenido en movimiento alrededor del 50 % del tiempo, mientras que una madre con cachorros demostró estar activa un 75 % del tiempo.[cita requerida] Las madres permanecen con sus cachorros durante cierto tiempo, y durante el celo las parejas están juntas unos días. El resto del tiempo el leopardo hace una vida solitaria.

## Alimentación
Los leopardos son cazadores oportunistas y versátiles, y tienen una dieta muy amplia que abarca más de cien especies de vertebrados. Se alimentan de una mayor diversidad de presas que las otras especies del género Panthera, y se han reportado leopardos comiendo prácticamente cualquier tipo de animal al que superen en tamaño o puedan abatir, desde escarabajos hasta elands comunes, aunque sus presas más frecuentes suelen estar en el rango de los 20-80 kg. La presa más grande abatida por un leopardo que se ha reportado ha sido un eland macho de 900 kg, aunque los leopardos no suelen cazar animales tan grandes. Su dieta consiste principalmente en ungulados como, en África, sus presas son los impalas, gacelas de Thomson, facóqueros, kudus, dik diks, duikers, bosboks , ñúes, cebras e incluso elands, mientras en Asia se alimenta de chitales , antílopes negros, ciervos de copetes, ciervos, ciervos almizcleros e incluso en ocasiones jabalíes. Seguido de primates, principalmente monos de diversas especies (entre ellas el cercopiteco verde y todas las especies de babuinos). Sin embargo, también se alimenta de manera oportunista de roedores, reptiles, anfibios, insectos, aves (especialmente aves terrícolas como la pintada vulturina), peces y depredadores más pequeños (zorros, chacales, martas y especies de félidos más pequeños como caracales, servales y gatos). Incluso son capaces de predar sobre licaones, doles, lobos, guepardos y ejemplares jóvenes de las mayores especies de pitónidos (pitón reticulada, pitón de Birmania y pitón africana de roca) y crocodílidos (cocodrilo del Nilo, cocodrilo de las marismas y cocodrilo de agua salada) con las que comparte territorio, en tanto que de las especies menores (cocodrilo enano, cocodrilo hociquifino africano y cocodrilo siamés) puede predar también sobre ejemplares adultos, al igual que sucede con el gavial, el falso gavial y el aligátor chino. Eventualmente se alimenta de las crías de las tres mayores especies de hiénidos, de las de los leones y de las de los cinco úrsidos con los que comparte territorio en algunas regiones de Asia (oso pardo, oso panda gigante, oso malayo, oso bezudo y oso negro asiático).
Los ejemplares adultos de la mayoría de estos grandes predadores pueden abatir a los leopardos (leones) e incluso finalmente convertirse en sus predadores (crocodílidos, pitones, hienas manchadas y úrsidos —excepto el oso panda gigante, que no preda sobre presas importantes—).
El leopardo es uno de los pocos predadores de los bonobos y chimpancés adultos, y también puede predar sobre gorilas orientales y occidentales jóvenes (en el caso de los machos) y hembras adultas.
Igualmente, de su amplia gama de presas, suele evitar a las que son potencialmente peligrosas por vivir en grupos (chimpancés, lobos, doles, licaones, babuinos, etc.) y/o ser especies que puedan ofrecer gran resistencia (guepardos) o abatirlo (gorilas).

## Competencia y enemigos

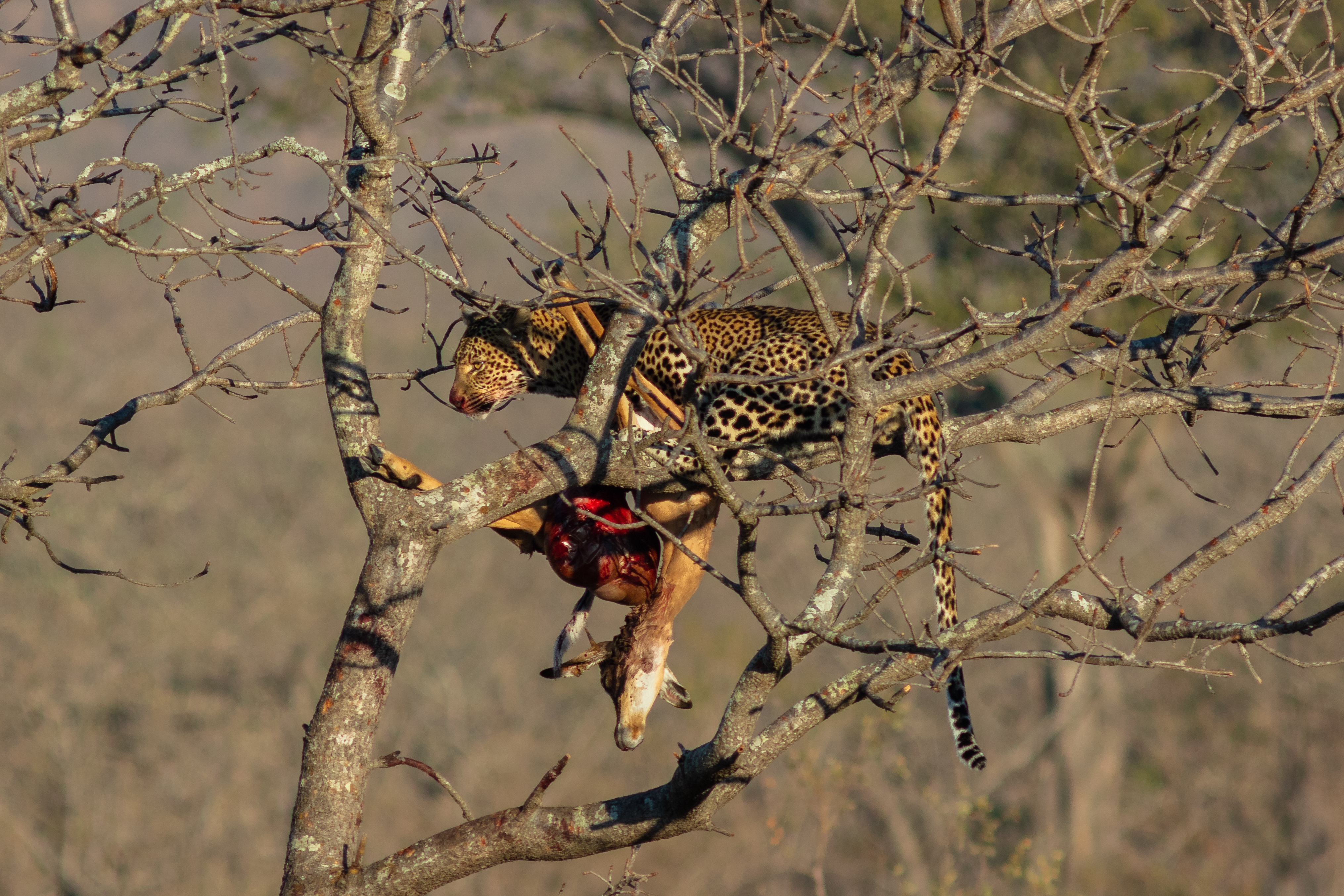
Para no tener que ceder su presa a las hienas, los leopardos la suben a un árbol

Los leopardos deben competir por alimento y refugio con otros depredadores grandes como los leones, guepardos, hienas manchadas, hienas rayadas, hienas marrones,  hasta cinco especies de osos y perros salvajes africanos y asiáticos (también compiten con los tigres introducidos por los humanos) . Estos animales pueden robar la presa muerta del leopardo, devorar a sus crías o incluso matar leopardos adultos. Los leopardos coexisten junto a estos otros grandes depredadores cazando diferentes tipos de presas y evitando las áreas frecuentadas por ellos. Los leopardos también pueden retirarse a un árbol frente a la agresión directa de otros grandes carnívoros, pero se ha visto que los leopardos matan o atacan a competidores como el chacal de lomo negro, el caracal, el gato salvaje africano, licaones, hienas y los cachorros de leones, guepardos, hienas y perros salvajes. La partición de los recursos ocurre cuando los leopardos comparten su rango con los tigres. Los leopardos tienden a capturar presas más pequeñas, usualmente de menos de 75 kg (165 lb), donde los tigres están presentes. En áreas donde el leopardo es simpátrico con el tigre, la coexistencia no es la regla general; los leopardos son poco frecuentes donde los tigres son numerosos. La densidad media de leopardos disminuyó significativamente (de 9.76 a 2.07 animales por 100 km²) cuando la densidad media de tigres aumentó (de 3.31 animales/100 km² a 5.81 animales/100 km²) de 2004-2005 a 2007-2008 en el Parque Nacional Rajaji en India después de la reubicación de los pastores fuera del parque. Allí, las dos especies tienen una superposición dietética alta, y un aumento en la población de tigres dio como resultado una fuerte disminución en la población de leopardos y un cambio en la dieta del leopardo a presas pequeñas (del 9 % al 36 %) y domésticas (de 6.8 % a 31.8 % ).
En el Parque Nacional Chitwan de Nepal, el tigre de Bengala coexiste con el leopardo indio porque hay una gran cantidad de presas, una gran proporción de presas es de menor tamaño y existe una vegetación densa. Aquí los leopardos mataron presas que van desde menos de 25 kg (55 lb) a 100 kg (220 lb) de peso, con la mayoría de las matanzas en el rango de 25-50 kg (55-110 lb); los tigres mataron a más presas en el rango de 50-100 kg (110-220 lb).
A mediados del siglo XX los leopardos de Amur estaban ausentes o rara vez se encontraban en la región de Primorie, en el Lejano Oriente ruso, en los lugares donde vagaban los tigres siberianos. Las encuestas realizadas a comienzos del siglo XXI revelaron que el rango de ambas especies se superpone en esta región, especialmente en áreas protegidas donde las densidades de ungulados son altas y la perturbación humana es baja.

## Subespecies

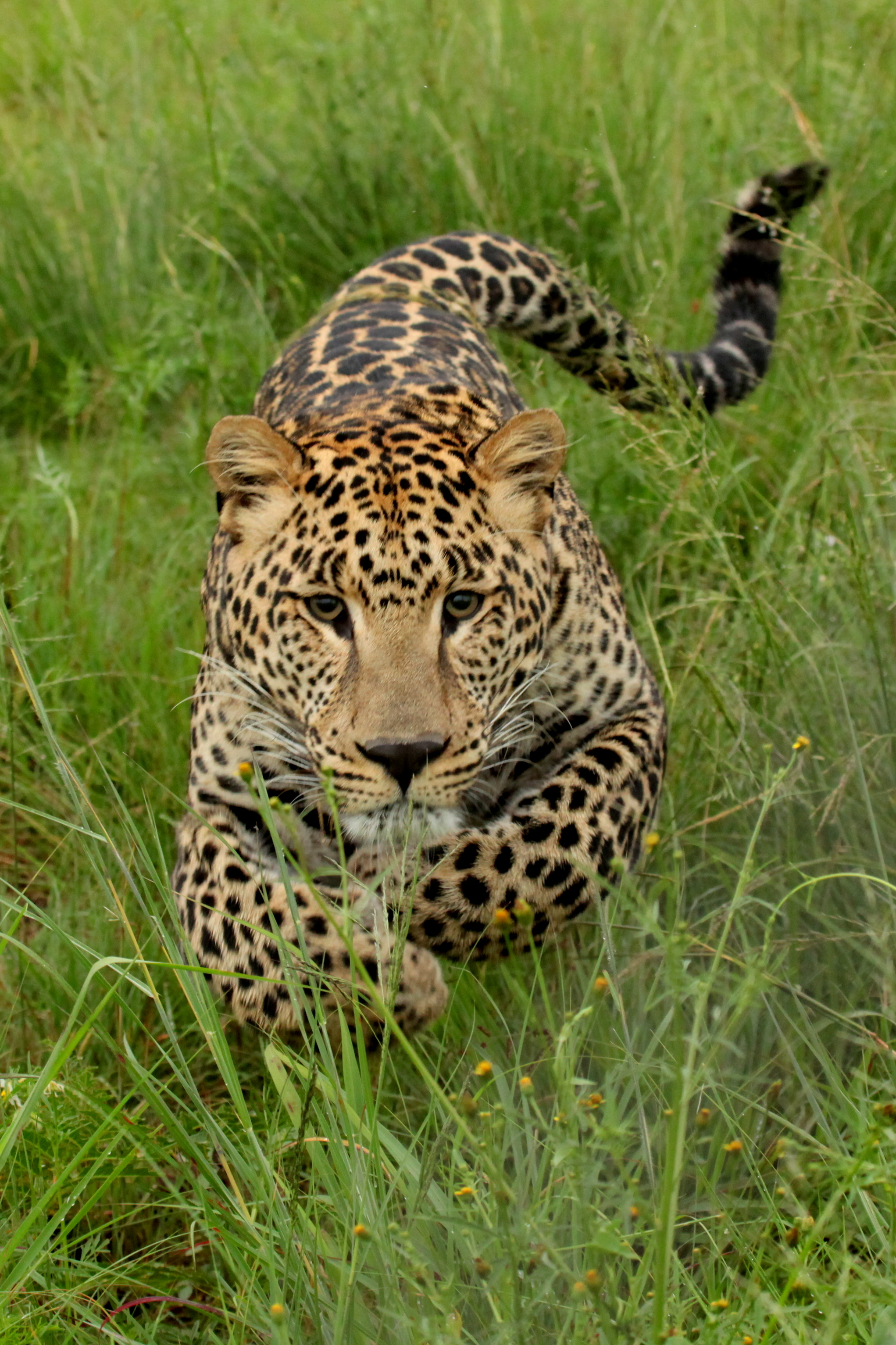
Joven leopardo cazando

Hubo un tiempo en el que se creía que había unas treinta subespecies de leopardos, pero la taxonomía moderna ha establecido ocho o nueve, de momento:
- Panthera pardus antinorii - Leopardo de la República Democrática del Congo.
- Panthera pardus chui - Leopardo de Uganda.
- Panthera pardus ciscaucasica - Leopardo caucásico.
- Panthera pardus dathei - Leopardo central persa.
- Panthera pardus delacouri - leopardo de Indochina.
- Panthera pardus fusca - leopardo de la India.
- Panthera pardus japonensis - leopardo chino del norte.
- Panthera pardus jarvisi - Leopardo del Sinaí.
- Panthera pardus kotiya - leopardo de Sri Lanka.
- Panthera pardus leopardus - Leopardo forestal del oeste de África.
- Panthera pardus melanotica - Leopardo del Cabo.
- Panthera pardus melas - leopardo de Java.
- Panthera pardus millardi - Leopardo de Kashmir.
- Panthera pardus nanopardus - Leopardo de Somalia.
- Panthera pardus nimr - leopardo de Arabia (a menudo incluido dentro del leopardo persa).
- Panthera pardus orientalis - leopardo de Amur.
- Panthera pardus panthera - Leopardo de Berbería.
- Panthera pardus pardus - leopardo africano.
- Panthera pardus pernigra - Leopardo de Nepal.
- Panthera pardus reichinowi - Leopardo del oeste de África.
- Panthera pardus saxicolor - leopardo de Persia.
- Panthera pardus shortridgei - Leopardo de África Central.
- Panthera pardus sindica - Leopardo de Baluchistan.
- Panthera pardus tulliana - Leopardo de Anatolia.

### Subespecies extintas
- Panthera pardus adersi (leopardo de Zanzíbar) (posiblemente extinto)
- Panthera pardus sickenbergi (leopardo europeo) (†)